# Ica Foods
La CRIK CROK Srl  (in passato Ica Foods S.p.A.) è un'azienda di produzione e distribuzione di snack salati, principalmente con il marchio Crik Crok. Presente sul mercato dalla metà del '900, ha sede legale e produce nello stabilimento di Pomezia.

## Storia

### Ica Foods S.p.A.
L'azienda nasce ufficialmente nel 1949 ad opera di Carlo Finestauri, che adotta la lavorazione delle patate con trasformazione in chips (appunto sfoglie) utilizzata negli Stati Uniti. Nel tempo realizza integralmente il ciclo produttivo, dall'approvvigionamento della materia prima alle fasi di trasformazione, confezione e distribuzione grazie a due stabilimenti di proprietà: il primo a Pomezia, il secondo a Brescia.
Nel 1987 l'azienda entra a far parte della multinazionale inglese United Biscuits (UB).
Nel 1996 viene concordato il rientro della Ica Foods S.p.A. nella originaria proprietà della famiglia Finestauri, con amministratore unico Alberto Finestauri (figlio dell'originario fondatore Carlo), e la conseguente uscita del gruppo UB poco prima che la multinazionale inglese decida di uscire dagli snack salati vendendoli alla PepsiCo.
Nel 2015 la Ica Foods si trova in difficoltà per il calo dei consumi e la riduzione dei punti vendita (in particolare bar). Chiede così un concordato preventivo presso il tribunale di Velletri affittando beni, impianti e dipendenti per tre anni alla Ica Foods International s.r.l., società controllata.
La Ica Foods Spa viene ammessa al concordato preventivo ma le difficoltà rimangono e il tribunale revoca l'ammissione; viene messa in liquidazione con la nomina di Luisa Nasoni come liquidatore giudiziale con il compito di cedere lo stabilimento di Pomezia.

### Ica Foods International s.r.l.
Nel luglio 2017 è la Ica Foods International srl a presentare una nuova richiesta di concordato preventivo, basata essenzialmente sulla proposta d'acquisto del ramo d'azienda Crik Crok con circa 150 dipendenti da parte della AT Srl, società di investimento dell'imprenditrice Francesca Ossani, ex comproprietaria tra l'altro dell'hotel Aldrovandi Villa Borghese di Roma.
Nel maggio 2019 il tribunale di Velletri emette il decreto di omologa del concordato preventivo presentato nel 2017: Francesca Ossani prende il controllo di Ica Foods International s.r.l. diventandone presidente.
La Ica Foods International s.r.l. opera ad oggi nello stesso stabilimento di Pomezia in cui la precedente gestione della S.p.A. si trasferì all'inizio degli anni '80.

## I marchi
- Crik Crok
- Puff
- Le Contadine
- Stile Fatte a Mano